# Río Cuncumén
El río Cuncumén es un curso natural de agua que nace cerca de la frontera internacional de la Región de Coquimbo, fluye en dirección general suroeste y desemboca en el río Choapa. En su trayecto atraviesa el embalse Quillayes.

## Trayecto
El río Cuncumén se origina en la junta del Río de los Pelambres, que baja desde el NE, con el estero Piuquenes, que viene desde el norte. En su corto recorrido de sólo 10 km, el Cuncumén engruesa su caudal con aguas de escasa significación, y sólo casi a su término le cae por su flanco izquierdo el río Tencadán que proviene del ENE con desarrollo de 10 km. A mitad de su camino, sus aguas descansan en el embalse Quillayes.: 286 

## Caudal y régimen
El río tiene una estación fluviométrica en su parte alta, a 1360 m s. n. m. Las mediciones hechas muestran un régimen nival, 
Las hoyas hidrográficas de los ríos Chalinga y Cuncumén, ambos afluentes del río Choapa, muestran un régimen nival, con crecidas entre noviembre y diciembre, producto del derretimiento de los hielos. En años con pocas lluviaslos caudales varían muy poco a lo largo del año, sin variaciones importantes. El período de estiaje ocurre en el trimestre dado por los meses de abril, mayo y junio, debido a la baja influencia pluvial en ambas cuencas.: 53 .

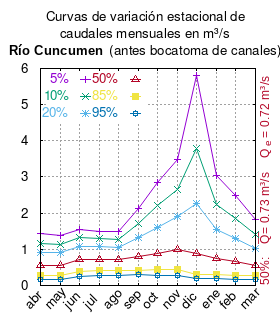
Curvas de variación estacional del río Cuncumén antes de las bocatomas de canales.

El caudal del río (en un lugar fijo) varía en el tiempo, por lo que existen varias formas de representarlo. Una de ellas son las curvas de variación estacional que, tras largos periodos de mediciones, predicen estadísticamente el caudal mínimo que lleva el río con una probabilidad dada, llamada probabilidad de excedencia. La curva de color rojo ocre (con {\displaystyle {\color {Red}\vartriangle }}) muestra los caudales mensuales con probabilidad de excedencia de un 50%. Esto quiere decir que ese mes se han medido igual cantidad de caudales mayores que caudales menores a esa cantidad. Eso es la mediana (estadística), que se denota Qe, de la serie de caudales de ese mes. La media (estadística) es el promedio matemático de los caudales de ese mes y se denota {\displaystyle {\overline {Q}}}. 
Una vez calculados para cada mes, ambos valores son calculados para todo el año y pueden ser leídos en la columna vertical al lado derecho del diagrama. El significado de la probabilidad de excedencia del 5% es que, estadísticamente, el caudal es mayor solo una vez cada 20 años, el de 10% una vez cada 10 años, el de 20% una vez cada 5 años, el de 85% quince veces cada 16 años y la de 95% diecisiete veces cada 18 años. Dicho de otra forma, el 5% es el caudal de años extremadamente lluviosos, el 95% es el caudal de años extremadamente secos. De la estación de las crecidas puede deducirse si el caudal depende de las lluvias (mayo-julio) o del derretimiento de las nieves (septiembre-enero).

## Historia
Francisco Solano Asta-Buruaga y Cienfuegos escribió en 1899 en su obra póstuma Diccionario Geográfico de la República de Chile sobre un fundo cuya ubicación coincide con la de la zona en cuestión:
Cuneumén.-—Fundo del departamento de Illapel, próximo á la margen del norte del río Chuapa y entre las sierras á pocos kilómetros hacia el E. de la villa de Salamanca. Sube por su inmediación un camino que cruza los Andes por los 31° 40' Lat., teniendo contiguo al fundo un resguardo de aduana con unos 200 habitantes.
Luis Risopatrón lo describe en la página 306 de su Diccionario Jeográfico de Chile así:
Cuncumen (Rio) 31° 50' 70° 37'. Formado por los rios Pelambres i Piuquenes, corre hacia el S, baña un valle regado por medio de canales i concluye por vaciarse en la márjen N del curso superior del rio Choapa. 63, p. 148; 119, p. 54; 127; 134; i 156.